# Édgar Valencia
Édgar Everaldo Valencia Bobadilla (né le 31 mars 1971 au Guatemala) est un joueur de football international guatémaltèque, qui évoluait au poste de milieu de terrain.

## Biographie

### Carrière en sélection
Avec l'équipe du Guatemala, il joue 57 matchs (pour 5 buts inscrits) entre 1991 et 2003. 
Il figure notamment dans le groupe des sélectionnés lors des Gold Cup de 1991, de 1996, de 1998, de 2000 et de 2003.
Il joue également 13 matchs comptant pour les éliminatoires des coupes du monde 1998 et 2002.

## Palmarès
- Champion du Guatemala en 1994 avec le Deportivo Municipal
- Champion du Guatemala en 1997, 1998, 1999, 1999 (A), 2001 (C), 2002 (A), 2003 (C) avec le Deportivo Comunicaciones
- Finaliste de la Coupe des champions de la CONCACAF en 1995 avec le Deportivo Municipal
- Finaliste de la Copa Interclubes UNCAF en 2003 avec le Deportivo Comunicaciones